# Museum Walters Oldtimer
Museum Walters Oldtimer ist ein Automuseum in Knittlingen in Baden-Württemberg.

## Geschichte
Der 1931 geborene Unternehmer Walter Pfitzenmeier ging 1996 in den Ruhestand und begann mit dem Sammeln alter Fahrzeuge. Die erste bekannte Erwähnung seines Privatmuseums, das damals noch nicht regulär für Besucher öffnete, stammt vom November 2015. Am 18. August 2016 wurde der Verein Museum Walters Oldtimer Knittlingen e.V. gegründet. Seine Aufgabe ist es, die Sammlung zu bewahren, zu vergrößern und der Öffentlichkeit zu präsentieren. Seit April 2017 ist das Museum abgesehen von den Wintermonaten jeden Samstag geöffnet. Die Ausstellungsfläche umfasst 4000 Quadratmeter. Pfitzenmeier starb im Februar 2020. Der Verein führt das Museum weiter.

## Ausstellungsgegenstände
Es sind etwa 50 Personenkraftwagen ausgestellt. Der Schwerpunkt liegt bei Fahrzeugen deutscher Hersteller. Das älteste Auto ist ein Aero 18 von 1933, dicht gefolgt von einem Adler Trumpf Junior von 1934, einem Opel 6 von 1935, einem Simca 5 von 1936, einem Opel P4 von 1937 und einem Mercedes-Benz 170 V von 1938. Besonderheiten sind ein Fram-King aus Schweden und ein Zündapp Janus, beide von 1958. Des Weiteren sind Goggomobil, BMW Isetta, Brezelkäfer, Borgward, Trabant, Mercedes-Benz und Porsche zu sehen.
Die Anzahl der ausgestellten Motorräder ist etwas größer und umfasst neben Maschinen wie BMW R 12 auch ein Fahrrad mit Hilfsmotor. Ein Krankenfahrstuhl von Petri + Lehr befindet sich ebenfalls in der Sammlung.
Außerdem sind viele Traktoren von Deutz, Porsche, Allgaier, Güldner, Kramer und Lanz ausgestellt.
Insgesamt sind es 250 bis 260 Fahrzeuge.

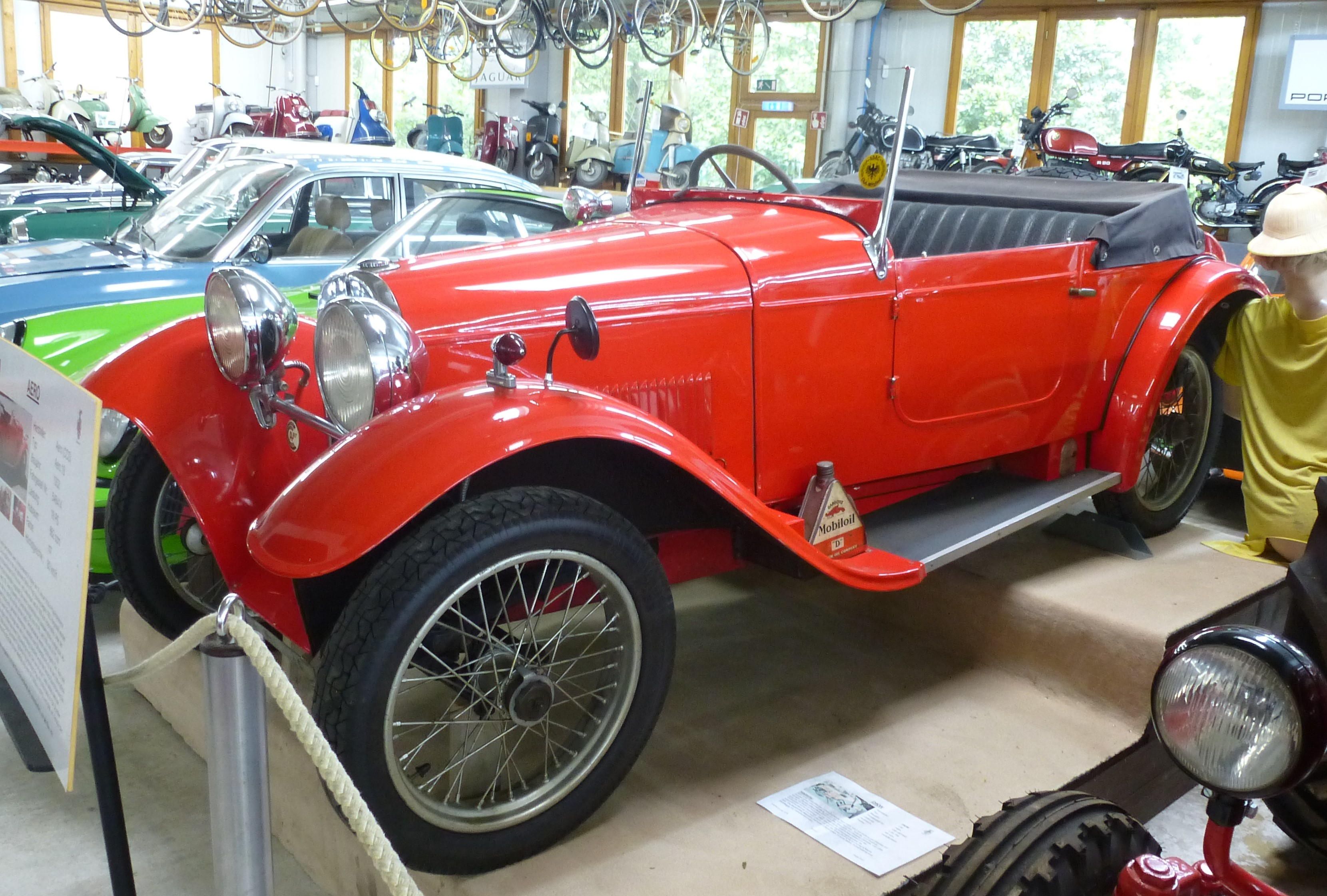
Aero 18 von 1933
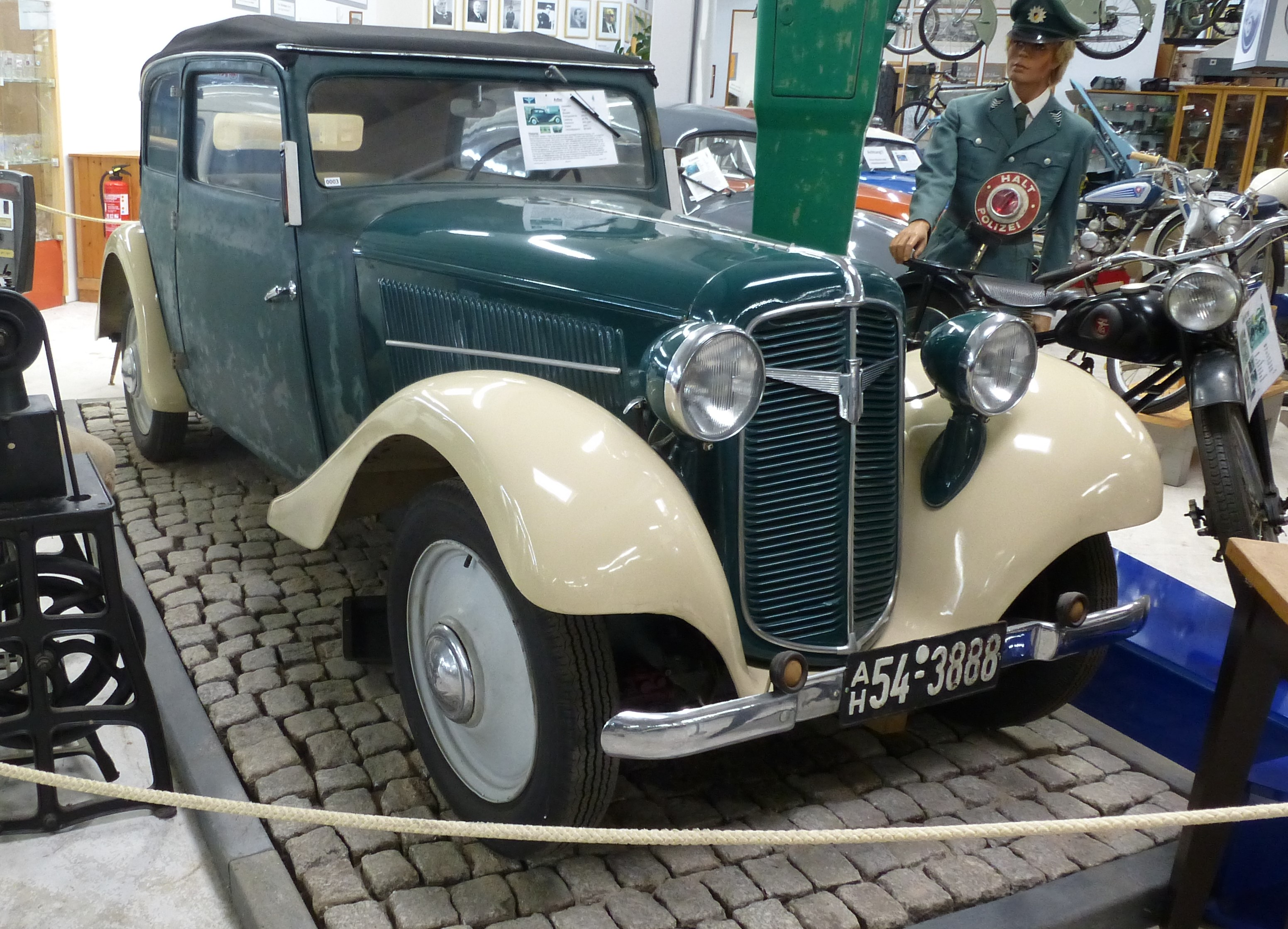
Adler Trumpf Junior von 1934
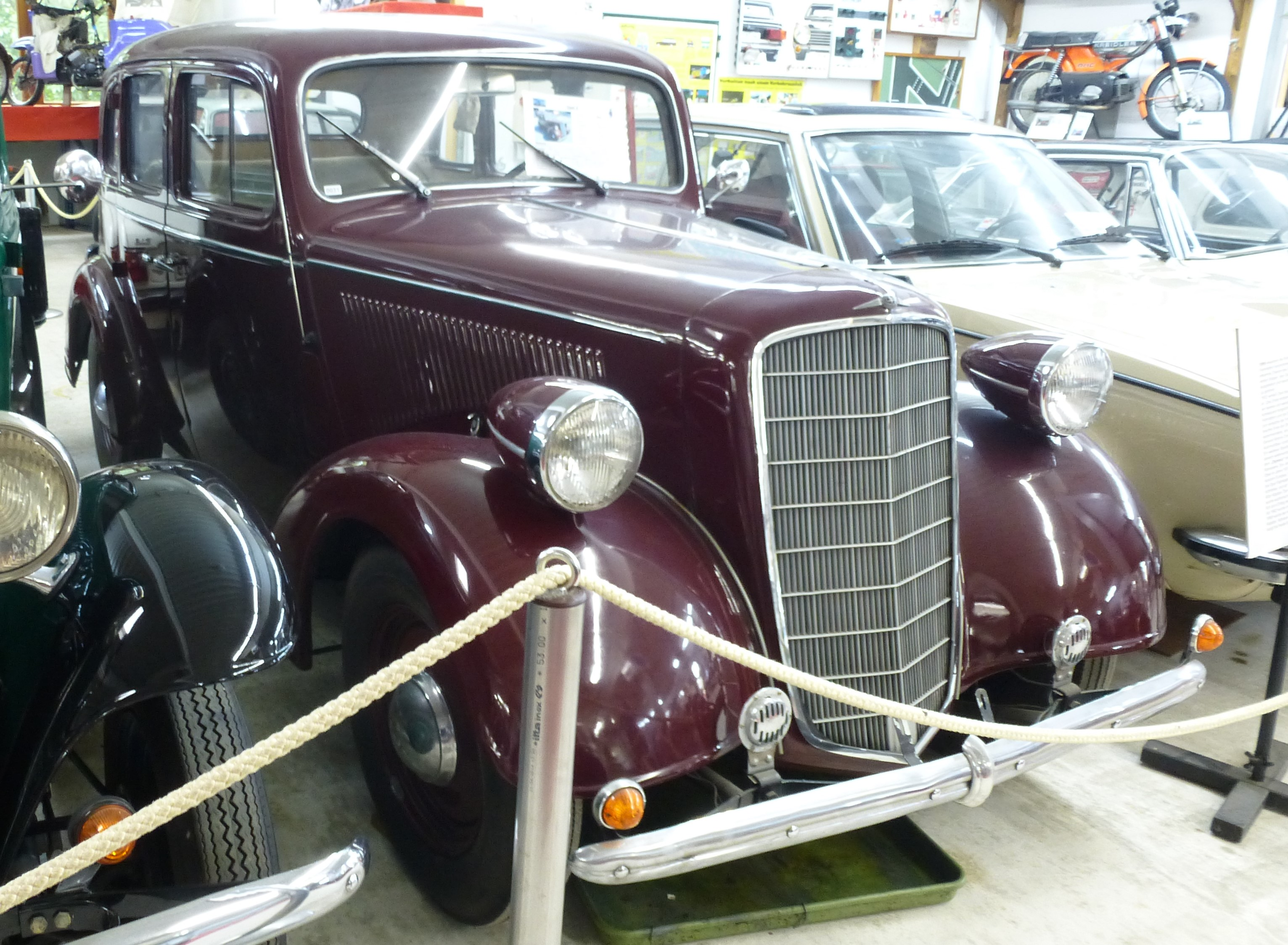
Opel 6 von 1935
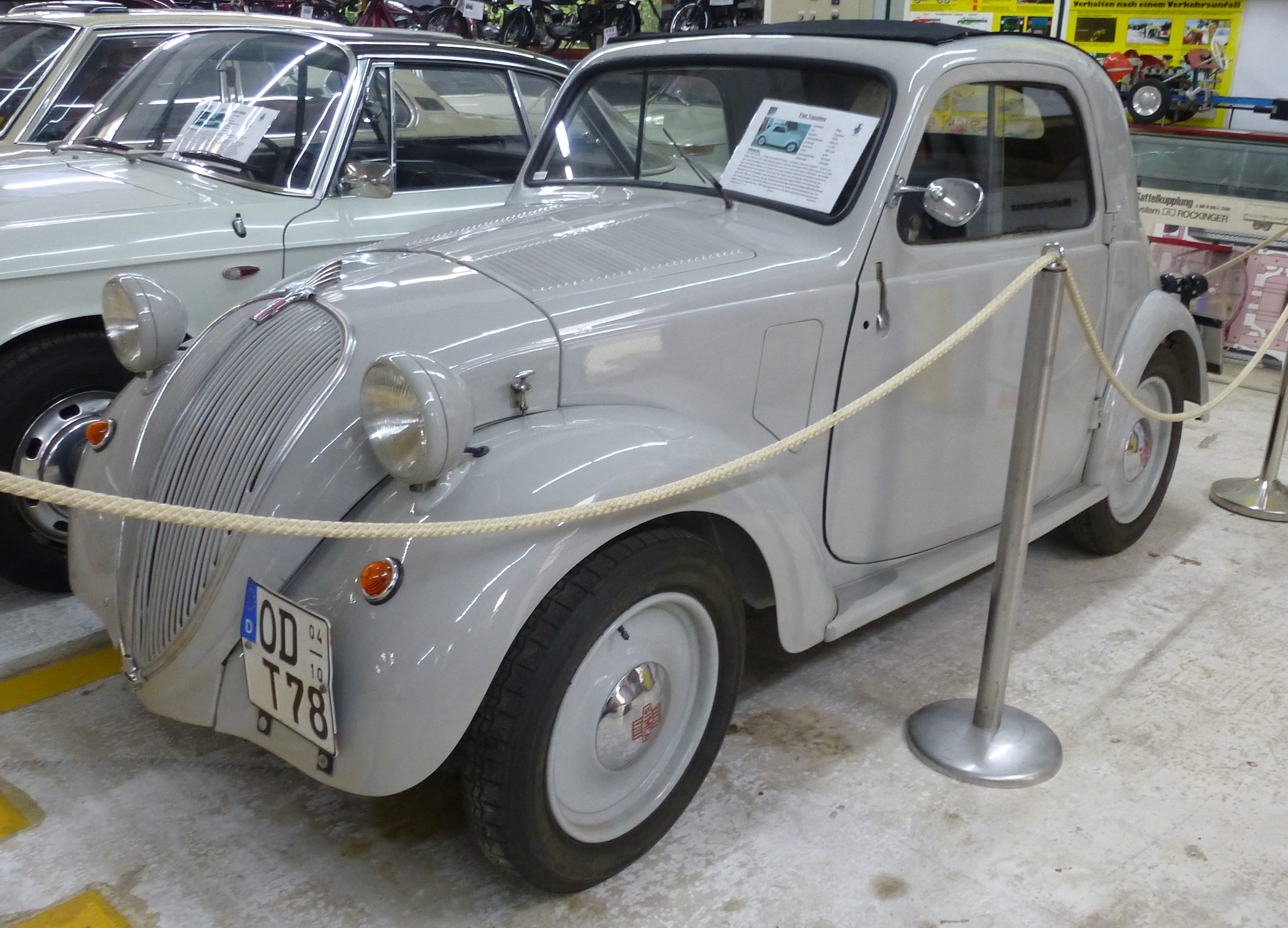
Simca 5 von 1936
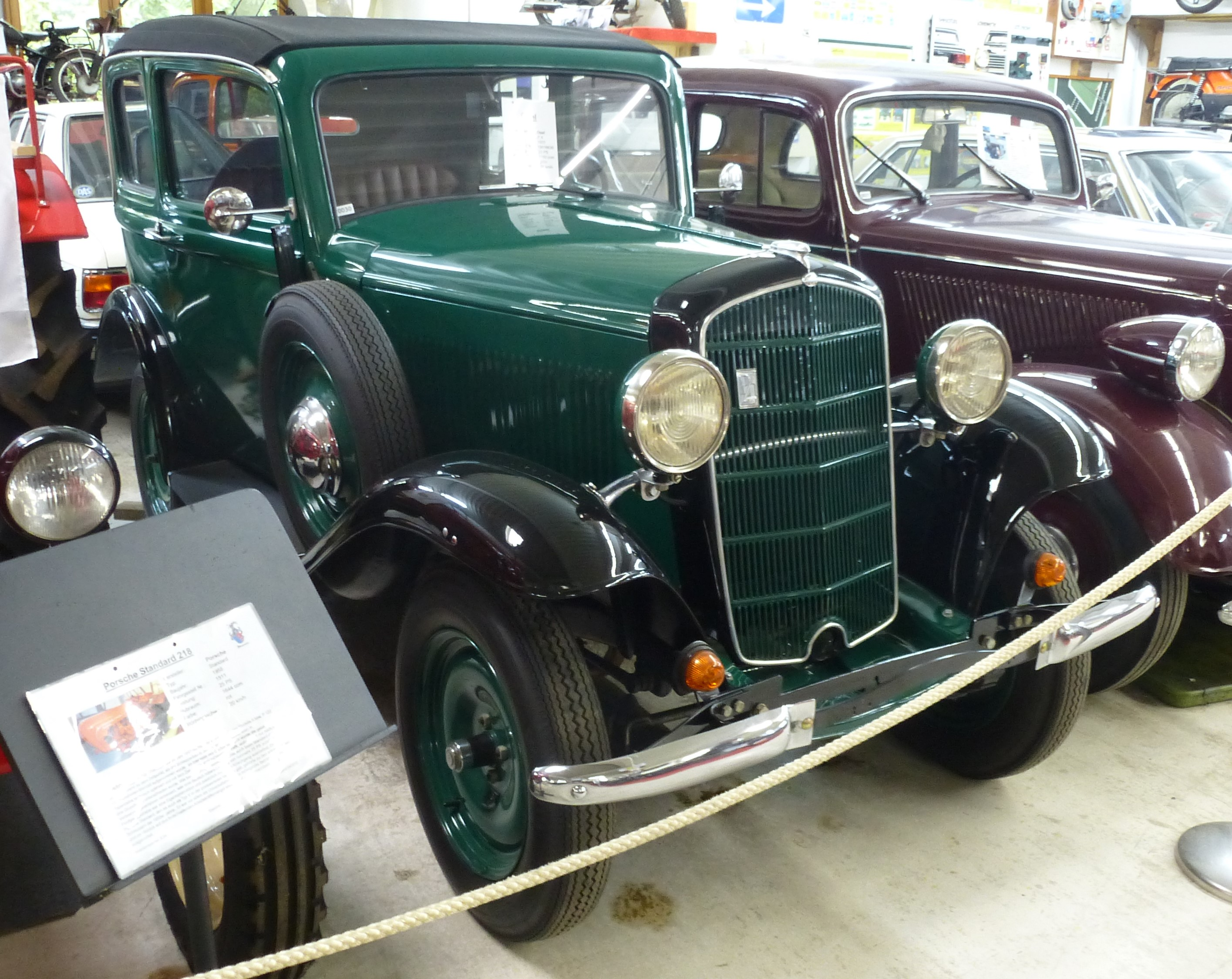
Opel P4 von 1937
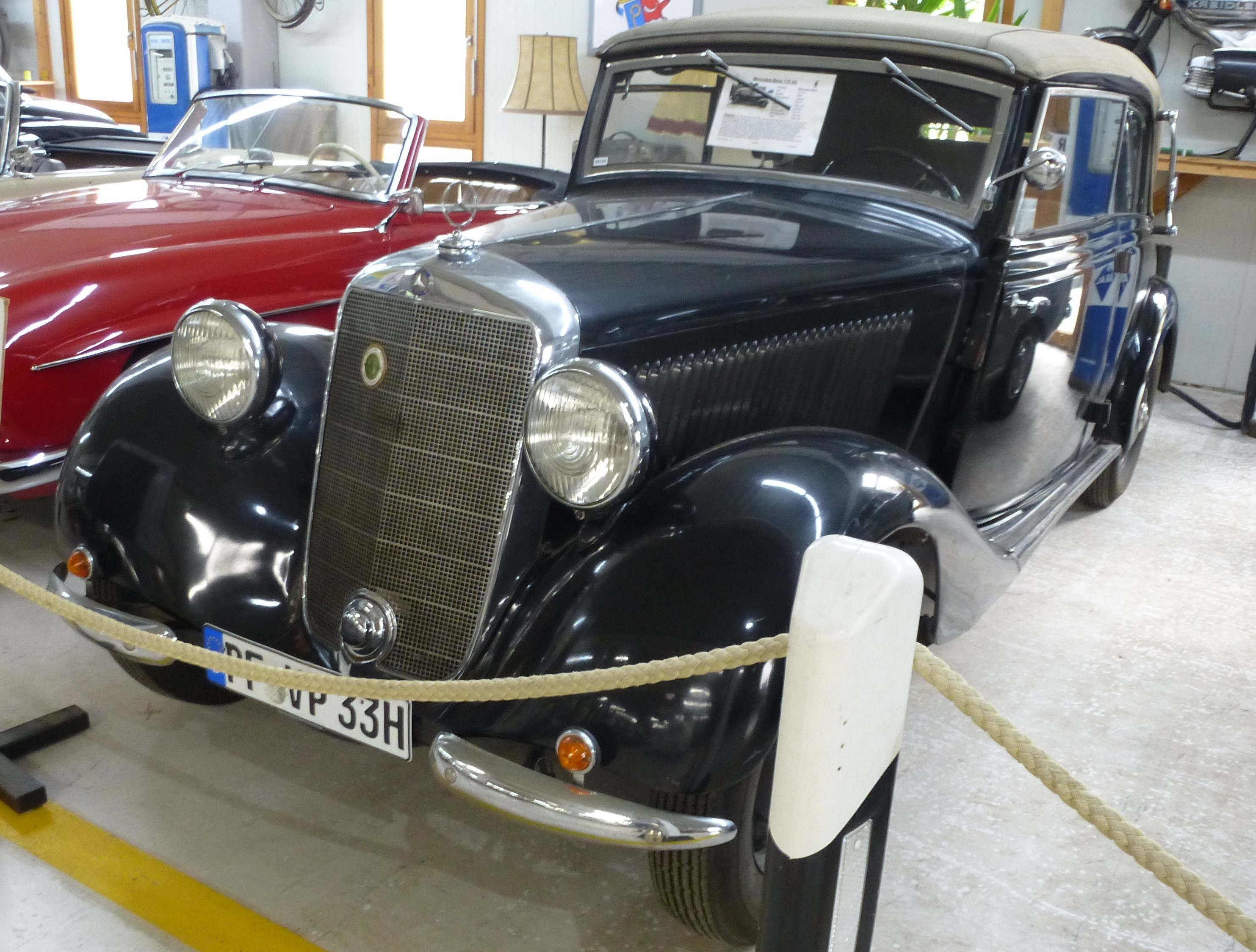
Mercedes-Benz 170 V von 1938
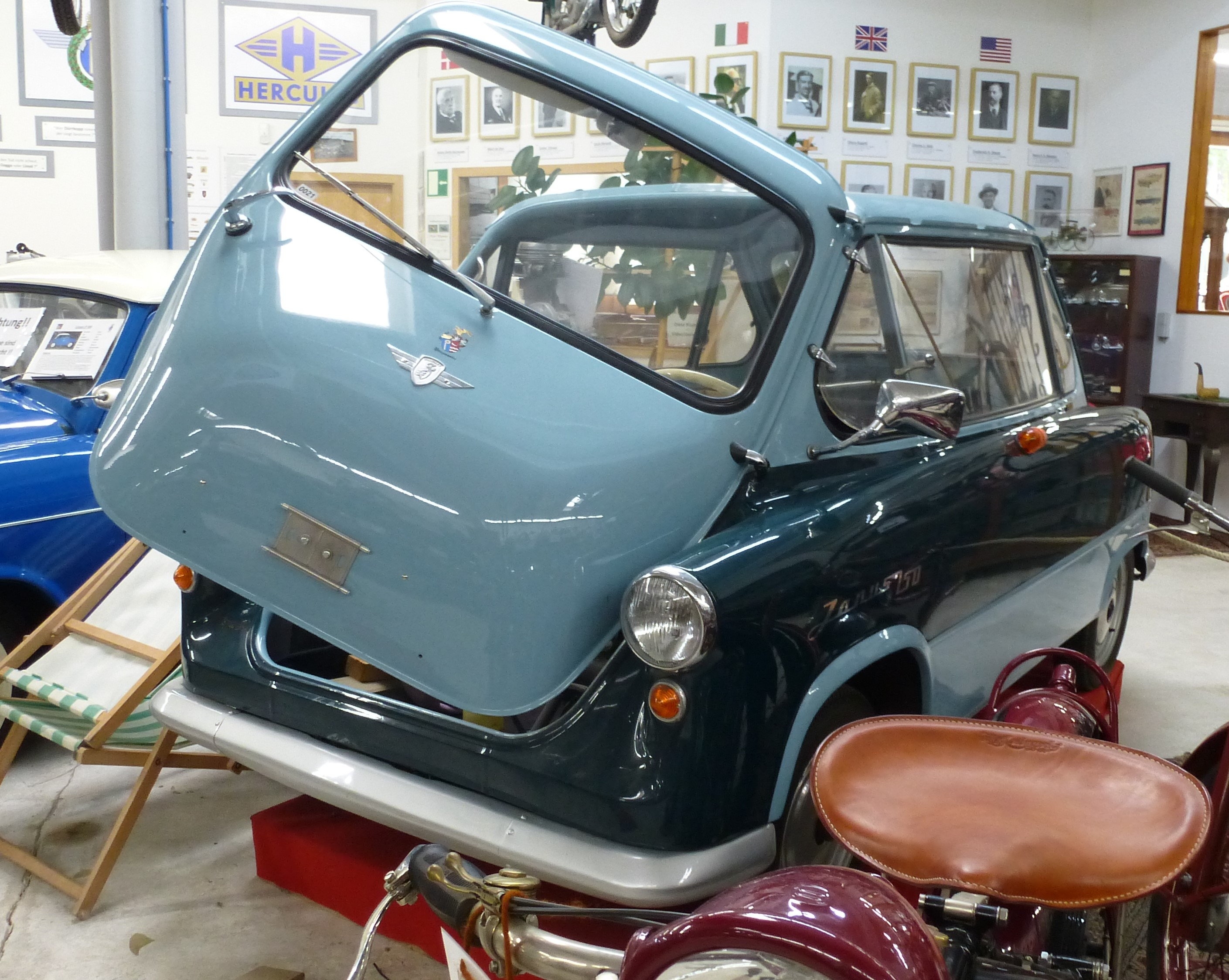
Zündapp Janus von 1958
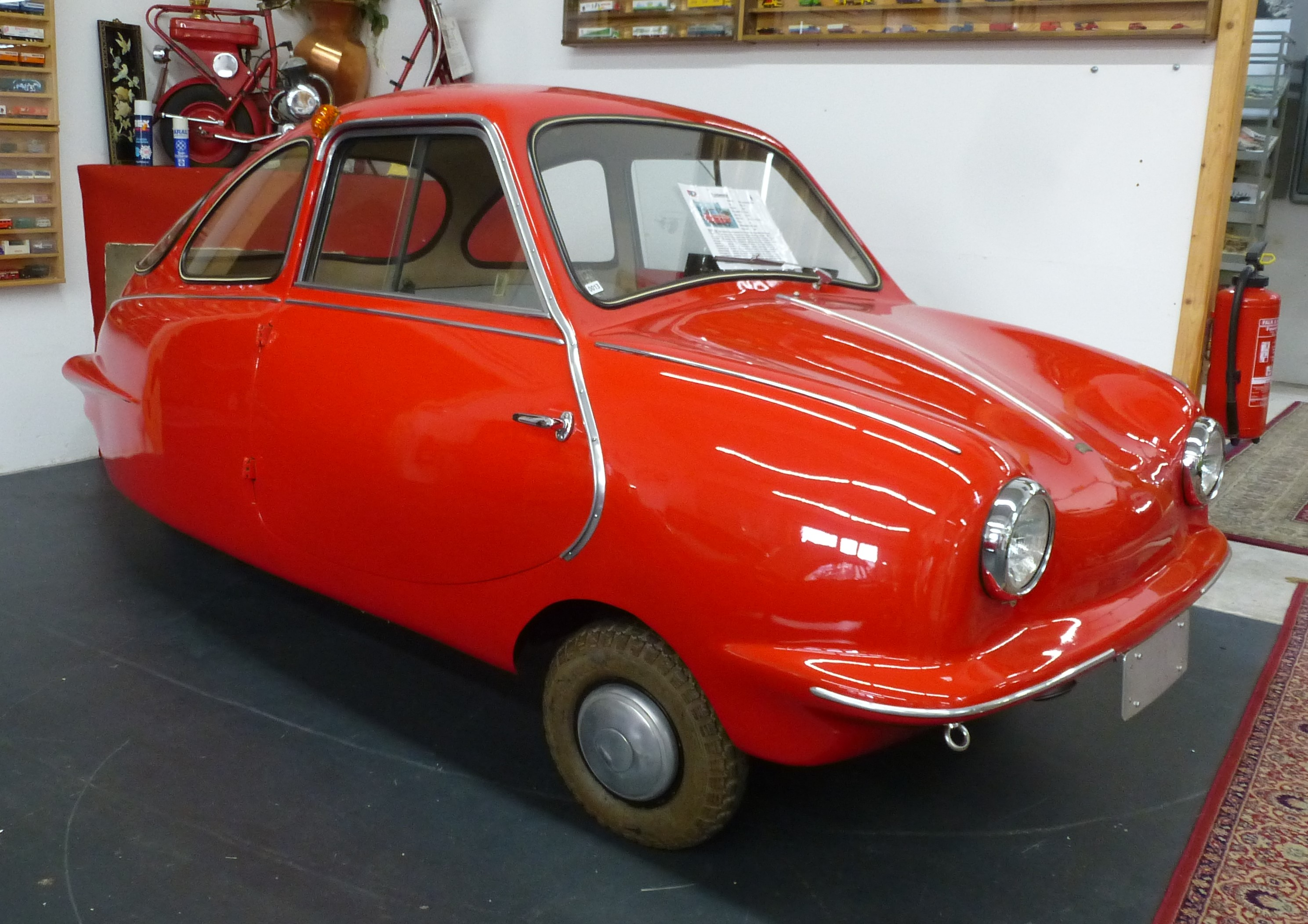
Fram-King von 1958
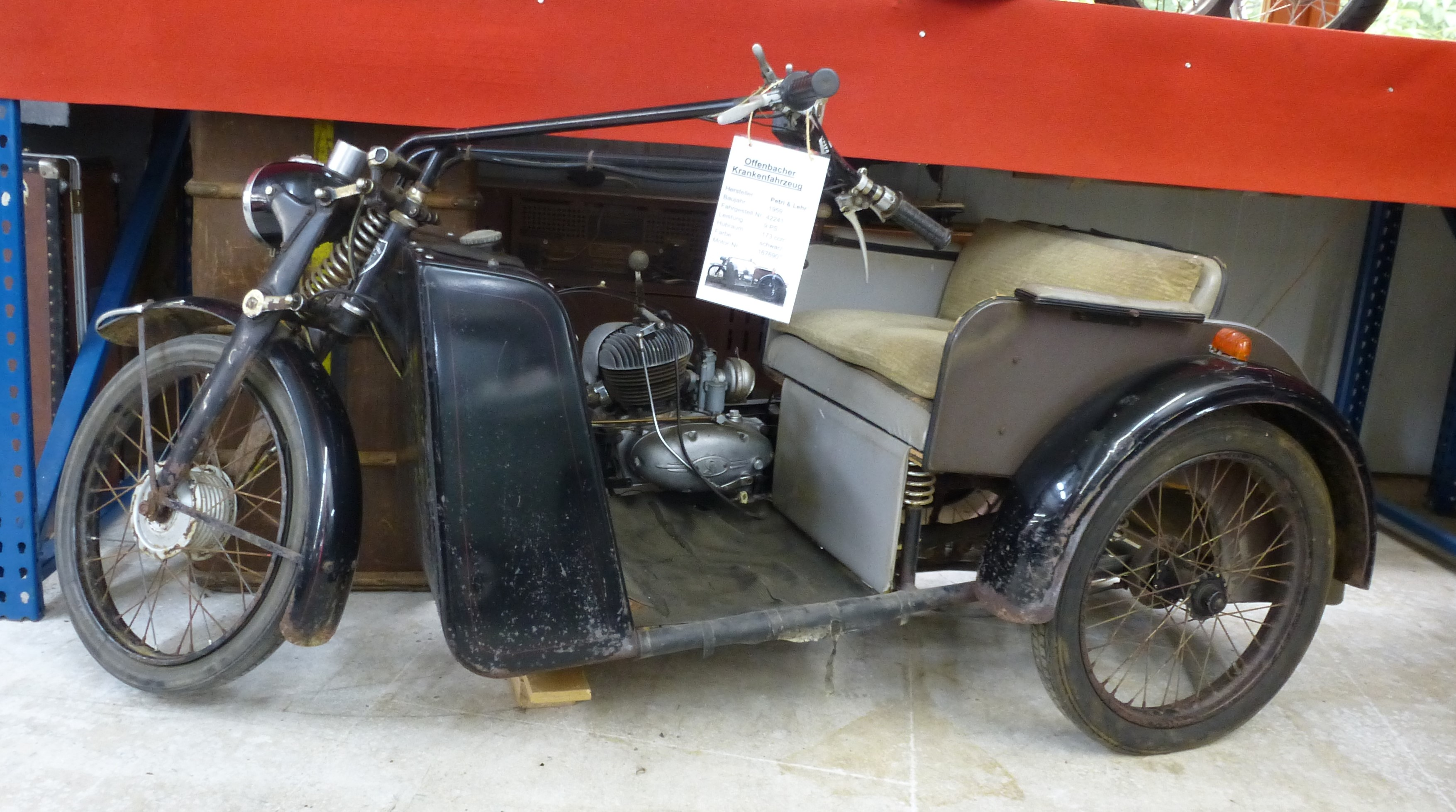
Krankenfahrstuhl von Petri + Lehr
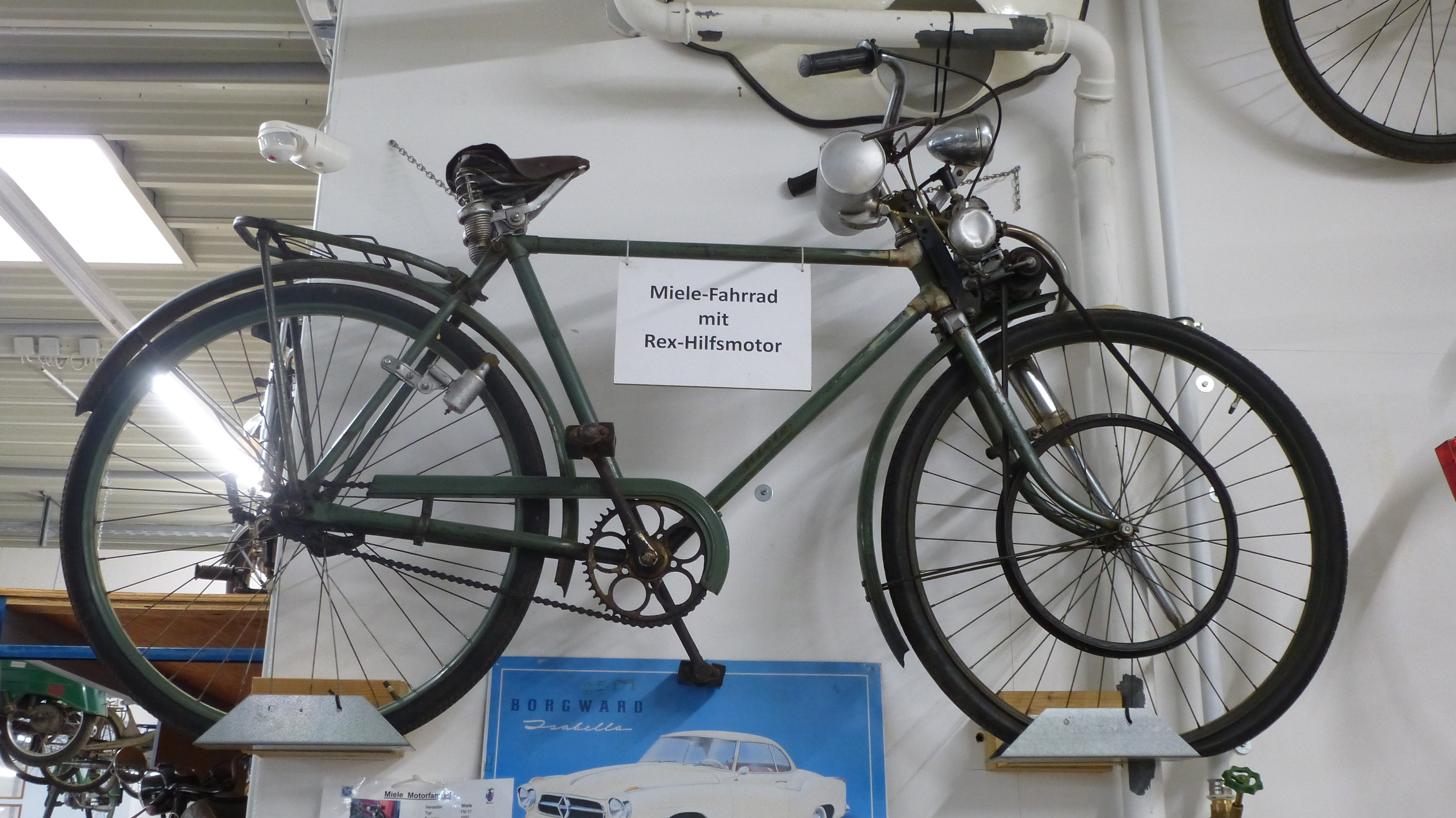
Miele-Fahrrad mit Rex-Hilfsmotor